# Embarcadero Center

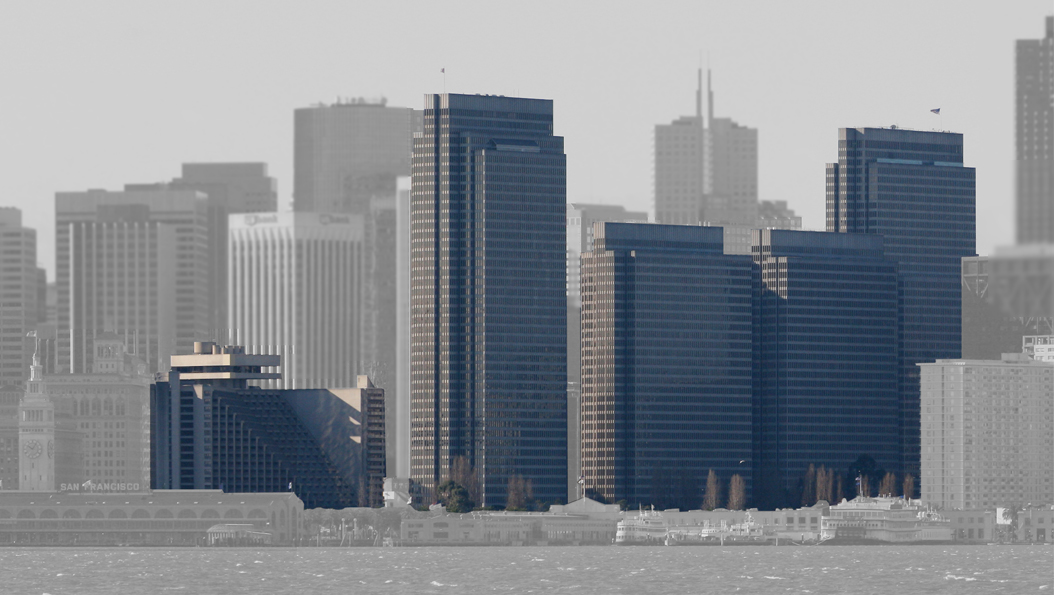
Zvýrazněné budovy komplexu

Embarcadero Center je komplex pěti kancelářských a dvou hotelových budov. Komplex se nachází v centru kalifornského města San Francisco. První budova (One Embarcadero Center) byla dokončena v roce 1971 a poslední (Embarcadero West) v roce 1989. Nejvyšší budovou komplexu je Four Embarcadero Center s výškou 174 metrů. V administrativních budovách pracuje přibližně 14 000 lidí.

## Budovy
| Název                       | Výška | Počet podlaží | Rok dokončení | Využití   |
| --------------------------- | ----- | ------------- | ------------- | --------- |
| One Embarcadero Center      | 173 m | 45            | 1971          | Kanceláře |
| Two Embarcadero Center      | 126 m | 30            | 1974          | Kanceláře |
| Three Embarcadero Center    | 126 m | 31            | 1977          | Kanceláře |
| Four Embarcadero Center     | 174 m | 45            | 1982          | Kanceláře |
| Embarcadero West            | 123 m | 34            | 1989          | Kanceláře |
| Hyatt Regency San Francisco |       | 20            | 1973          | Hotel     |
| Le Méridien San Francisco   |       | 25            | 1988          | Hotel     |